# Diego Méndez Molero
Diego Méndez Molero (Móstoles, 29 de agosto de 2003) es un futbolista español que juega como centrocampista en el C. D. Eldense de la Segunda División de España.

## Trayectoria
Nacido en Móstoles y formado en el fútbol base del Rayo Vallecano, debuta con el filial el 4 de septiembre de 2021 al partir como titular en una victoria por 4-1 frente a la SAD Villaverde San Andrés en la Tercera Federación. Logró debutar con el primer equipo el 13 de noviembre de 2022 tras partir como titular en la victoria por 3-1 frente al CFJ Mollerussa en la Copa del Rey, anotando además un gol en la segunda mitad. Esa misma campaña también se estrenó en la Primera División y pasó a formar parte del primer equipo a todos los efectos en la temporada 2024-25. Esta la terminó jugando como cedido en el C. D. Eldense.

## Clubes
Actualizado al último partido disputado el 29 de octubre de 2024.
| Club                   | País   | Año       | Partidos | Goles |
| ---------------------- | ------ | --------- | -------- | ----- |
| Rayo Vallecano "B"     | España | 2021-2024 | 60       | 9     |
| Rayo Vallecano         | España | 2022-act. | 6        | 1     |
| C. D. Eldense (cedido) | España | 2025-act. |          |       |